# جایزه ادبی فولیو
جایزه راثبون فولیو (به انگلیسی: Rathbones Folio Prize) که با عنوان جایزه ادبی فولیو (به انگلیسی: Folio Prize) نیز شناخته می‌شود، یک جایزه ادبی است که توسط ناشر بریتانیایی، انجمن فولیو، در دو سال نخست (۲۰۱۴ و ۲۰۱۵ میلادی) حمایت شد در دسامبر ۲۰۱۶ اعلام شد که مدیریت سرمایه‌گذاری راثبون حامی جدید این جایزه است. اولین جایزه راثبون فولیو در ماه مه ۲۰۱۷ اهدا شد.
از سال ۲۰۲۳، روال جدیدی در برگزاری این جایزه ادبی اعمال می‌شود. بر این اساس، سه فهرست کوتاه در ژانرهای داستانی، غیرداستانی و شعر معرفی شده و در هر ژانر یک جایزه اهدا می‌شود. برندگان این سه ژانر برای جایزه اصلی فولیو مورد قضاوت قرار می‌گیرند.

## فهرست برندگان جایزهٔ فولیو
| سال  | نویسنده            | نام اثر              |
| ---- | ------------------ | -------------------- |
| ۲۰۱۴ | جورج ساندرز        | دهم دسامبر           |
| ۲۰۱۵ | آخیل شارما         | زندگی خانوادگی       |
| ۲۰۱۶ | (جایزه اهدا نشد)   | (جایزه اهدا نشد)     |
| ۲۰۱۷ | هشام مطر           | بازگشت               |
| ۲۰۱۸ | ریچارد لوید پری    | ارواح سونامی         |
| ۲۰۱۹ | ریموند آنتروباس    | مقاومت               |
| ۲۰۲۰ | والریا لوئیزلی     | بایگانی کودکان گمشده |
| ۲۰۲۱ | کارمن ماریا ماچادو | در خانه رویا         |
| ۲۰۲۲ | کولم توبین         | شعبده باز            |